# Korea Electric Power Vixtorm Volleyball Club
Il Korea Electric Power Vixtorm Volleyball Club (in coreano 한국전력 빅스톰 배구단) è un club pallavolistico sudcoreano maschile, con sede a Suwon: milita nel campionato sudcoreano di V-League e appartiene all'azienda Korea Electric Power Corporation.

## Palmarès
- Coppa KOVO: 3

2016, 2017, 2020

## Rosa 2023-2024
| N° | Nome             | Ruolo | Data di nascita   | Nazionalità sportiva |
| -- | ---------------- | ----- | ----------------- | -------------------- |
| 1  | Seo Jae-duck     | S     | 21 luglio 1989    | Corea del Sud        |
| 2  | Kim Chu-yeng     | P     | 10 agosto 2004    | Corea del Sud        |
| 3  | Park Chul-woo    | C     | 25 luglio 1985    | Corea del Sud        |
| 4  | Thijs ter Horst  | S     | 18 settembre 1991 | Paesi Bassi          |
| 5  | Kim Gwang-guk    | P     | 13 agosto 1987    | Corea del Sud        |
| 6  | Ha Seung-woo     | P     | 2 giugno 1995     | Corea del Sud        |
| 7  | Lee Si-mon       | S     | 9 novembre 1992   | Corea del Sud        |
| 8  | Ahn Woo-jae      | C     | 19 dicembre 1994  | Corea del Sud        |
| 9  | Lim Sung-jin     | S     | 11 gennaio 1999   | Corea del Sud        |
| 10 | Jang Ji-won      | L     | 17 marzo 2001     | Corea del Sud        |
| 11 | Cho Geun-ho      | C     | 23 maggio 1990    | Corea del Sud        |
| 12 | Lee Ji-seok      | L     | 5 febbraio 1998   | Corea del Sud        |
| 13 | Kong Jae-hak     | S     | 27 giugno 1991    | Corea del Sud        |
| 14 | Kang Woo-seok    | S     | 16 gennaio 1999   | Corea del Sud        |
| 15 | Goo Kyo-hyuk     | S     | 9 novembre 2000   | Corea del Sud        |
| 16 | Ryohei Iga       | L     | 29 giugno 1994    | Giappone             |
| 17 | Park Chan-woong  | C     | 13 agosto 1997    | Corea del Sud        |
| 19 | Shin Seong-ho    | S     | 3 febbraio 2001   | Corea del Sud        |
| 20 | Jeong Seong-hwan | C     | 23 febbraio 1996  | Corea del Sud        |
| 21 | Kim Geon-hee     | L     | 21 luglio 2002    | Corea del Sud        |
| 23 | Shin Yung-suk    | C     | 4 ottobre 1986    | Corea del Sud        |
| 30 | Lee Tae-ho       | O     | 16 agosto 2000    | Corea del Sud        |
| 96 | Kim Dong-young   | O     | 2 luglio 1996     | Corea del Sud        |

## Denominazioni precedenti
- 1945-1961: Namsun Electric Volleyball Club (남선전기 배구단)
- 1961-2008: Korea Electric Power Volleyball Club (한국전력 배구단)
- 2008-2012: KEPCO 45 Volleyball Club (KEPCO 45 배구단)
- 2012-2013: KEPCO Vixtorm Volleyball Club (KEPCO 빅스톰 배구단)